# Kedah
Kedah er et sultanat på Malacca-halvøen, der indgår som en delstat i den malaysiske føderation – kendt som Malaysia.
6°07′42″N 100°21′46″Ø / 6.1283°N 100.3628°Ø
|  | Infoboks uden skabelon Denne artikel har en infoboks dannet af en tabel eller tilsvarende. |